# Renault Trucks

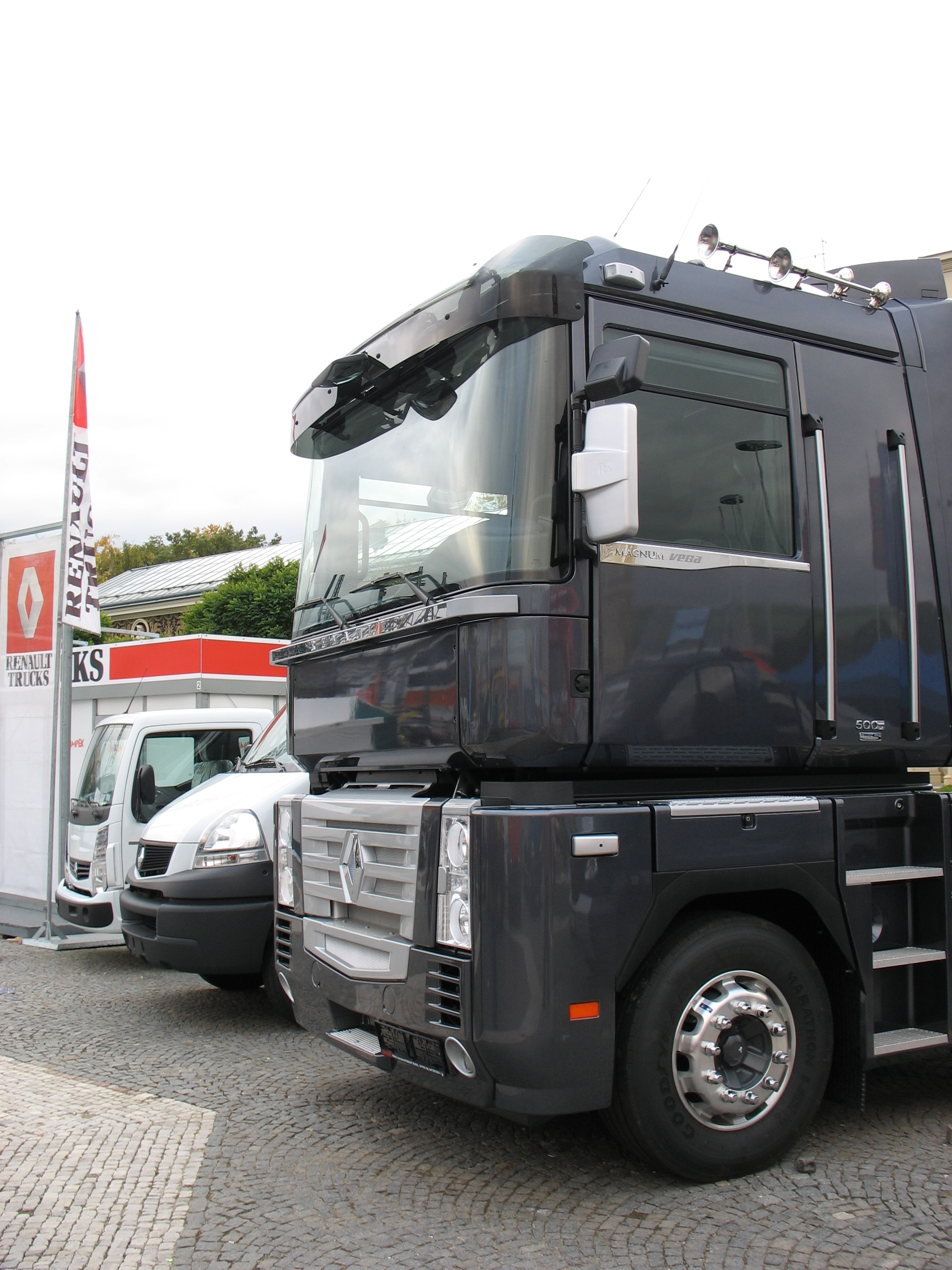
Стенд Renault Trucks на Praha Autoshow-2007

Renault Trucks — французский производитель гражданских и военных грузовых автомобилей. Компания основана в 1894 году промышленником Луи Рено. Была одним из подразделений концерна Renault. С 2001 года принадлежит концерну Volvo AB.
В 2013 году конвейер покинули Magnum и Premium и на их место встали серии C, D, K и T серия.

## История
1894 — Мариюс Берлье проектирует и затем конструирует свой первый автомобиль с бензиновым двигателем.
1898 — Луи Рено собирает свой первый автомобиль, главным нововведением которого была четырехскоростная коробка передач.
1899 — Братья Луи, Марсель и Фернан Рено основывают фирму «Société Renault Frères».
1909 — Луи Рено становится единственным владельцем компании.
1910 — Берлье выпускает грузовик М с грузоподъемностью, увеличенной в 10 раз.
1914—1918 — компании Луи Рено и Мариюса Берлье снабжают французскую армию необходимой автотехникой.
1917 — Фирма Renault, совместно с Берлье, создает свой первый танк Renault FT 17.
1923 — Renault выпускает первый тягач.
1931 — Берлье проектирует и выпускает первый грузовой автомобиль с дизельным двигателем.
1939—1940 — Renault является одним из ключевых поставщиков грузовых автомобилей для французской армии.
Renault V.I.
1950 — Berliet выпускает один из самых надежных грузовиков того времени — Berliet GLR. Всего было продано более 100 000 грузовиков данной модели.
1955- Создание компании Saviem, образованной путём слияния фирм Latil, Somua и автобусного подразделения Renault.
1978 — Объединение Saviem и Berliet, создание компании Renault Véhicules Industriels.
1978—1990 — корпорация Renault Véhicules Industriels продолжает укреплять свои позиции на европейском рынке машиностроения, в 1983 г. в
состав компании входит Dodge Europe, спустя 7 лет Renault Véhicules Industriels покупает Mack.
1990 — Renault Véhicules Industriels выпускает на рынок модель Renault Magnum, завоевавшую награду Truck of the Year в 1991 году.
1992 — Renault Véhicules Industriels переименовывается в Renault V.I.
1996 — Выпуск Renault Premium.
1998 — Renault V.I. производит грузовик Kerax.
2000 — На рынок выходит модель Midlum.
2001 — Renault V.I. переходит в состав Volvo Group и меняет название на Renault Trucks.
2005 — Renault Trucks возобновляет проведение экспедиций Berliet.
2006—2013 — разработка нового модельного ряда Renault Trucks, завершившаяся выходом Renault T (Truck of the Year 2015).
Июнь 2013 — выпуск новой модельной гаммы Renault Trucks.

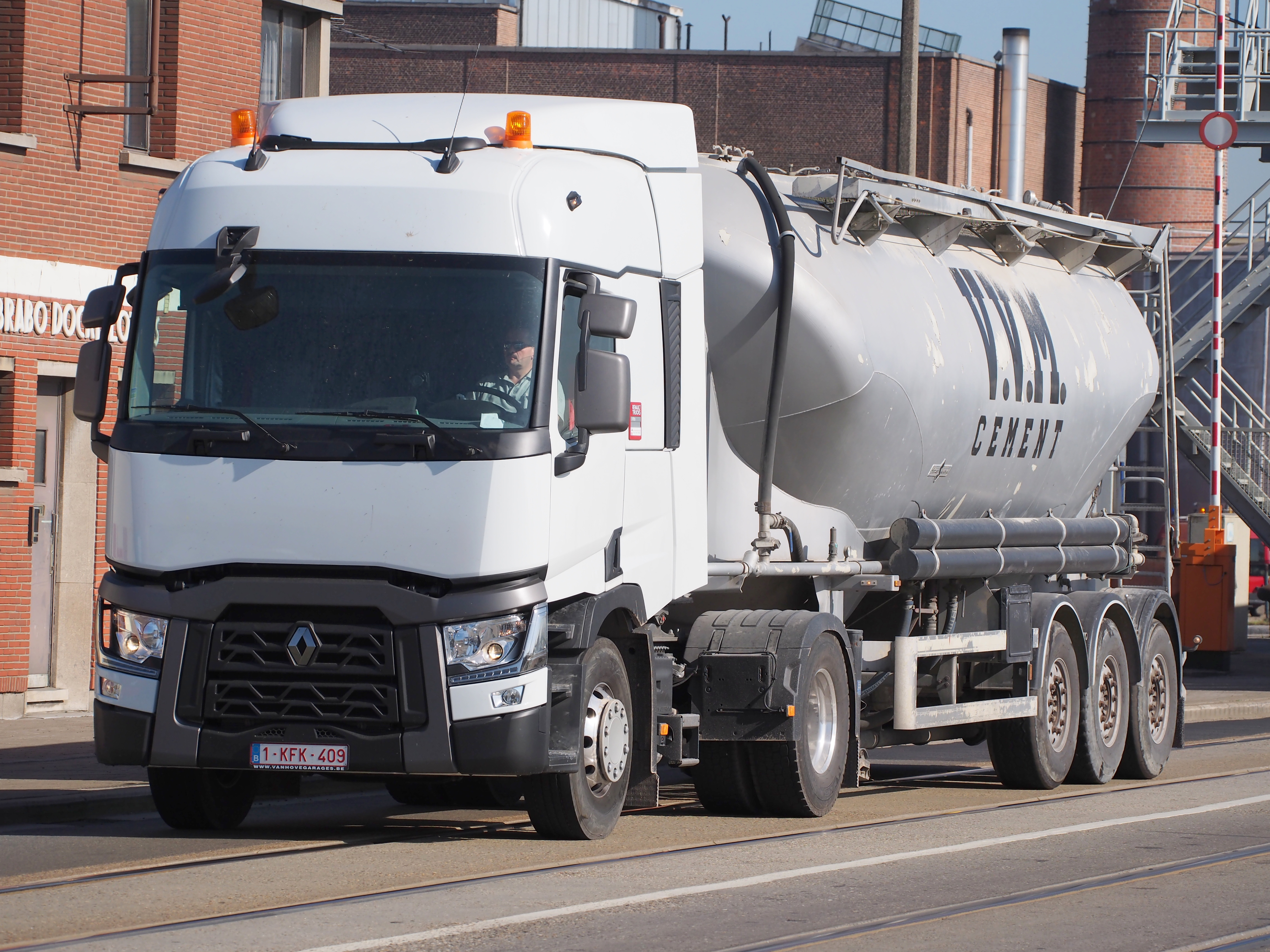
Обновленный модельный ряд

### Renault Trucks в России
Грузовые автомобили Renault впервые появились в России в 1912, став участниками пробега, организованного военным министерством Российской Империи.
В 2012 году компания Renault Trucks отметила 100-летие присутствия на российском рынке.

## Заводы
Французские заводы
- Венисьё — сборка пяти-, восьми- и одиннадцатилитровых двигателей, штамповка, склад запчастей;
- Сен-При (Рона) — штаб-квартира, коммерческие отделы, служба техподдержки, проектирование и НИОКР, учебный центр, сборка мостов и осей;
- Бурк-ан-Брес — мелкоузловая сборка грузовых автомобилей серий T, K, C, ремонтные мощности;
- Бленвиль-сюр-Орн — производство кабин для всех моделей; сборка среднетоннажных грузовиков Renault Trucks D и D Wide; сборка электрических и газовых грузовиков.

Российский завод
Renault имеет собственный производственный цех на заводе Volvo Trucks в Калуге, Россия. На 2019 год калужская сборка Renault заморожена до улучшения продаж.

## Продукция
- Седельные тягачи магистрального типа и обычные грузовики: Magnum, Premium, T-series.
- Седельные тягачи — внедорожники , самосвалы,лесовозы и другие машины повышенной проходимости: Kerax.
- Бронетранспортеры и военные грузовики, а также командно-штабные машины: Sherpa, Higuard, VAB.